# Australian Open 2021
L'Australian Open 2021 è stato un torneo di tennis disputato nel complesso di Melbourne Park, a Melbourne in Australia, fra l'8 febbraio e il 21 febbraio 2021. È stata la 109ª edizione dell'Australian Open. L'evento è stato organizzato dalla International Tennis Federation (ITF), e faceva parte dell'ATP Tour 2021 e del WTA Tour 2021 sotto la categoria Grande Slam.

## Torneo
Il torneo ha compreso per la categoria Seniors i tornei di singolare, doppio e doppio misto. Si è disputato inoltre il torneo di tennis in carrozzina.
Il torneo si giocava su venticinque campi in cemento GreenSet, inclusi i quattro campi principali: Rod Laver Arena, Margaret Court Arena, John Cain Arena e 1573 Arena.
Questa edizione del torneo è stato spostato dalle date originali previste ovvero 18-31 gennaio a causa delle misure restrittive imposte dal governo del paese dovute alla pandemia di COVID-19.
Per ovviare al problema della quarantena e permettere ai giocatori una preparazione atletica adeguata sono stati organizzati diversi tornei all'interno di Melbourne Park. Sempre a causa delle misure restrittive saranno permessi solamente 30000 spettatori al giorno ridotti a 25000 negli ultimi cinque gironi.

## Teste di serie nel singolare
| Legenda colori              |
| Vincitore                   |
| Finalista                   |
| Semifinalista               |
| Quarti di finale            |
| Eliminati al 1T, 2T, 3T, 4T |

Le teste di serie sono state assegnate seguendo le classifiche al 1º febbraio 2021.
Nella tabella sottostante ranking e punteggio sono invece riferiti precedentemente all'8 febbraio 2021, mentre il nuovo punteggio è relativo al 22 febbraio 2021. A causa della pandemia per i giocatori e le giocatrici vengono tenute in considerazioni solamente le migliori prestazioni nelle ultime due edizioni.

### Singolare maschile
| Tds | Rank | Giocatore             | Punteggio precedente | Punti da difendere | Punti conquistati | Nuovo punteggio | Situazione                                     |
| --- | ---- | --------------------- | -------------------- | ------------------ | ----------------- | --------------- | ---------------------------------------------- |
| 1   | 1    | Novak Đoković         | 12.030               | 2.000              | 2.000             | 12.030          | Vittoria in finale contro Daniil Medvedev (4)  |
| 2   | 2    | Rafael Nadal          | 9.850                | 360                | 360               | 9.850           | Eliminato ai QF da Stefanos Tsitsipas (5)      |
| 3   | 3    | Dominic Thiem         | 9.125                | 1200               | 180               | 9.125           | Eliminato al 4°T da Grigor Dimitrov (18)       |
| 4   | 4    | Daniil Medvedev       | 8.715                | 180                | 1.200             | 9.735           | Sconfitto in finale da Novak Đoković (1)       |
| 5   | 6    | Stefanos Tsitsipas    | 5.965                | 90                 | 720               | 6.595           | Eliminato in SF da Daniil Medvedev (4)         |
| 6   | 7    | Alexander Zverev      | 5.615                | 720                | 360               | 5.615           | Eliminato ai QF da Novak Đoković (1)           |
| 7   | 8    | Andrej Rublëv         | 4.429                | 180                | 360               | 4.609           | Eliminato ai QF da Daniil Medvedev (4)         |
| 8   | 9    | Diego Schwartzman     | 3.480                | 180                | 90                | 3.480           | Eliminato al 3°T da Aslan Karacev (Q)          |
| 9   | 10   | Matteo Berrettini     | 3.345                | 45                 | 180               | 3.480           | Ritirato al 4°T contro Stefanos Tsitsipas (5)  |
| 10  | 11   | Gaël Monfils          | 2.860                | 180                | 10                | 2.860           | Eliminato al 1°T da Emil Ruusuvuori            |
| 11  | 12   | Denis Shapovalov      | 2.830                | 10                 | 90                | 2.910           | Eliminato al 3°T da Félix Auger-Aliassime (20) |
| 12  | 13   | Roberto Bautista Agut | 2.710                | 90                 | 10                | 2.710           | Eliminato al 1°T da Radu Albot                 |
| 13  | 14   | David Goffin          | 2.600                | 90                 | 10                | 2.600           | Eliminato al 1°T da Alexei Popyrin (WC)        |
| 14  | 15   | Milos Raonic          | 2.630                | 360                | 180               | 2.630           | Eliminato al 4°T da Novak Đoković (1)          |
| 15  | 16   | Pablo Carreño Busta   | 2.585                | 90                 | 90                | 2.585           | Ritirato al 3°T da Grigor Dimitrov (18)        |
| 16  | 17   | Fabio Fognini         | 2.535                | 180                | 180               | 2.535           | Eliminato al 4°T da Rafael Nadal (2)           |
| 17  | 18   | Stan Wawrinka         | 2.365                | 360                | 45                | 2.365           | Eliminato al 2°T da Márton Fucsovics           |
| 18  | 19   | Grigor Dimitrov       | 2.260                | 45                 | 360               | 2.575           | Eliminato ai QF da Aslan Karacev (Q)           |
| 19  | 20   | Karen Chačanov        | 2.290                | 90                 | 90                | 2.290           | Eliminato al 3°T da Matteo Berrettini (9)      |
| 20  | 21   | Félix Auger-Aliassime | 2.346                | 10                 | 180               | 2.516           | Eliminato al 4°T da Aslan Karacev (Q)          |
| 21  | 23   | Alex de Minaur        | 2.065                | -                  | 90                | 2.155           | Eliminato al 3°T da Fabio Fognini (16)         |
| 22  | 25   | Borna Ćorić           | 1.855                | 10                 | 45                | 1.890           | Eliminato al 2°T da Mackenzie McDonald (PR)    |
| 23  | 26   | Dušan Lajović         | 1.785                | 90                 | 180               | 1.875           | Eliminato al 4°T da Alexander Zverev (6)       |
| 24  | 27   | Casper Ruud           | 1.739                | 10                 | 180               | 1.909           | Ritirato al 4°T contro Andrej Rublëv (7)       |
| 25  | 28   | Benoît Paire          | 1.738                | 45                 | 10                | 1.738           | Eliminato al 1°T da Jahor Herasimaŭ            |
| 26  | 29   | Hubert Hurkacz        | 1.735                | 45                 | 10                | 1.735           | Eliminato al 1°T da Mikael Ymer                |
| 27  | 30   | Taylor Fritz          | 1.695                | 90                 | 90                | 1.695           | Eliminato al 3°T da Novak Đoković (1)          |
| 28  | 31   | Filip Krajinović      | 1.673                | 45                 | 90                | 1.718           | Eliminato al 3°T da Daniil Medvedev (4)        |
| 29  | 32   | Ugo Humbert           | 1.671                | 10                 | 45                | 1.706           | Eliminato al 2°T da Nick Kyrgios               |
| 30  | 33   | Daniel Evans          | 1.794                | 45                 | 10                | 1.794           | Eliminato al 1°T da Cameron Norrie             |
| 31  | 34   | Lorenzo Sonego        | 1.588                | 10                 | 45                | 1.623           | Eliminato al 2°T da Feliciano López            |
| 32  | 35   | Adrian Mannarino      | 1.561                | 10                 | 90                | 1.641           | Eliminato al 3°T da Alexander Zverev (6)       |
| Q   | 114  | Aslan Karacev         | 642                  | (5)                | 720+25 Q.         | 1.382           | Eliminato in SF da Novak Đoković (1)           |

#### Teste di serie ritirate
I seguenti giocatori sarebbero entrati in tabellone come teste di serie ma si sono ritirati prima del sorteggio.
| Rank | Giocatore      | Punteggio precedente | Punti da difendere | Nuovo punteggio | Motivo ritiro       |
| ---- | -------------- | -------------------- | ------------------ | --------------- | ------------------- |
| 5    | Roger Federer  | 6.630                | 720                | 6.630           | Recupero Infortunio |
| 22   | Cristian Garín | 2.180                | 45                 | 2.180           | Infortunio al polso |
| 24   | John Isner     | 1.850                | 45                 | 1.850           | Ragioni personali   |

### Singolare femminile
| Tds | Rank | Giocatrice             | Punteggio precedente | Punti da difendere | Punti conquistati | Nuovo punteggio | Situazione                                    |
| --- | ---- | ---------------------- | -------------------- | ------------------ | ----------------- | --------------- | --------------------------------------------- |
| 1   | 1    | Ashleigh Barty         | 9.186                | 780                | 430               | 9.186           | Eliminata ai QF da Karolína Muchová (25)      |
| 2   | 2    | Simona Halep           | 7.255                | 780                | 430               | 7.255           | Eliminata ai QF da Serena Williams (10)       |
| 3   | 3    | Naomi Ōsaka            | 5.965                | 130                | 2.000             | 7.835           | Vittoria in finale contro Jennifer Brady (22) |
| 4   | 4    | Sofia Kenin            | 5.760                | 2.000              | 70                | 5.760           | Eliminata al 2°T da Kaia Kanepi               |
| 5   | 5    | Elina Svitolina        | 5.260                | 130                | 240               | 5.370           | Eliminata al 4°T da Jessica Pegula            |
| 6   | 6    | Karolína Plíšková      | 5.205                | 130                | 130               | 5.205           | Eliminata al 3°T da Karolína Muchová (25)     |
| 7   | 7    | Aryna Sabalenka        | 4.580                | 10                 | 240               | 4.810           | Eliminata al 4°T da Serena Williams (10)      |
| 8   | 8    | Bianca Andreescu       | 4.555                | -                  | 70                | 4.625           | Eliminata al 2°T da Hsieh Su-wei              |
| 9   | 9    | Petra Kvitová          | 4.571                | 430                | 70                | 4.571           | Eliminata al 2°T da Sorana Cîrstea            |
| 10  | 11   | Serena Williams        | 4.265                | 130                | 780               | 4.915           | Eliminata in SF da Naomi Ōsaka (3)            |
| 11  | 12   | Belinda Bencic         | 4.010                | 130                | 130               | 4.010           | Eliminata al 3°T da Elise Mertens (18)        |
| 12  | 13   | Viktoryja Azaranka     | 3.525                | -                  | 10                | 3.535           | Eliminata al 1°T da Jessica Pegula            |
| 13  | 14   | Johanna Konta          | 3.206                | 10                 | 10                | 3.206           | Ritirata al 1°T contro Kaja Juvan (Q)         |
| 14  | 15   | Garbiñe Muguruza       | 3.320                | 1.300              | 240               | 3.320           | Eliminata al 4°T da Naomi Ōsaka (3)           |
| 15  | 17   | Iga Świątek            | 3.014                | 240                | 240               | 3.014           | Eliminata al 4°T da Simona Halep (2)          |
| 16  | 18   | Petra Martić           | 2.850                | 70                 | 10                | 2.850           | Eliminata al 1°T da Olga Danilović (Q)        |
| 17  | 19   | Elena Rybakina         | 2.718                | 130                | 70                | 2.718           | Eliminata al 2°T da Fiona Ferro               |
| 18  | 20   | Elise Mertens          | 3.060                | 240                | 240               | 3.060           | Eliminata al 4°T da Karolína Muchová (25)     |
| 19  | 21   | Markéta Vondroušová    | 2.722                | 10                 | 240               | 2.952           | Eliminata al 4°T da Hsieh Su-wei              |
| 20  | 22   | Maria Sakkarī          | 2.570                | 240                | 10                | 2.570           | Eliminata al 1°T da Kristina Mladenovic       |
| 21  | 23   | Anett Kontaveit        | 2.575                | 430                | 130               | 2.575           | Eliminata al 3°T da Shelby Rogers             |
| 22  | 24   | Jennifer Brady         | 2.475                | 10                 | 1.300             | 3.765           | Sconfitta in finale da Naomi Ōsaka (3)        |
| 23  | 25   | Angelique Kerber       | 2.370                | 240                | 10                | 2.370           | Eliminata al 1°T da Bernarda Pera             |
| 24  | 26   | Alison Riske           | 2.256                | 240                | 10                | 2.256           | Eliminata al 1°T da Anastasija Potapova       |
| 25  | 27   | Karolína Muchová       | 2.135                | 70                 | 780               | 2.845           | Eliminata in SF da Jennifer Brady (22)        |
| 26  | 28   | Julija Putinceva       | 2.015                | 130                | 130               | 2.015           | Eliminata al 3°T da Elina Svitolina (3)       |
| 27  | 30   | Ons Jabeur             | 1.915                | 430                | 130               | 1.915           | Eliminata 3°T da Naomi Ōsaka (3)              |
| 28  | 32   | Donna Vekić            | 1.880                | 130                | 240               | 1.990           | Eliminata al 4°T da Jennifer Brady (22)       |
| 29  | 33   | Ekaterina Aleksandrova | 1.900                | 130                | 130               | 1.900           | Eliminata al 3°T contro Ashleigh Barty (1)    |
| 30  | 34   | Wang Qiang             | 1.735                | 180                | 10                | 1.735           | Eliminata al 1°T da Sara Errani (Q)           |
| 31  | 35   | Zhang Shuai            | 1.693                | 130                | 10                | 1.693           | Eliminata al 1°T da Ann Li                    |
| 32  | 36   | Veronika Kudermetova   | 1.680                | 10                 | 130               | 1.800           | Eliminata al 3°T da Simona Halep (2)          |
| N/A | 43   | Jessica Pegula         | 1.138                | 10                 | 430               | 1.558           | Eliminata ai QF da Jennifer Brady (22)        |
| N/A | 51   | Hsieh Su-wei           | 1.035                | 10                 | 430               | 1.455           | Eliminata al QF da Naomi Ōsaka (3)            |

#### Teste di serie ritirate
Le seguenti giocatrici sarebbero entrate in tabellone come teste di serie ma si sono ritirate prima del sorteggio.
| Rank | Giocatore          | Punteggio precedente | Punti da difendere | Nuovo punteggio | Motivo ritiro       |
| ---- | ------------------ | -------------------- | ------------------ | --------------- | ------------------- |
| 10   | Kiki Bertens       | 4.505                | 240                | 4.505           | Infortunio al piede |
| 16   | Madison Keys       | 2.962                | 130                | 2.962           | Positività al covid |
| 29   | Dajana Jastrems'ka | 1.925                | 70                 | 1.925           | Sospesa per doping  |
| 31   | Amanda Anisimova   | 1.905                | 10                 | 1.905           | Positività al covid |

## Teste di serie nel doppio
| Legenda colori          |
| Vincitori               |
| Finalisti               |
| Semifinalisti           |
| Quarti di finale        |
| Eliminati al 1T, 2T, 3T |

### Doppio maschile
| Team                  | Team                   | Rank* | Tds |
| --------------------- | ---------------------- | ----- | --- |
| Juan Sebastián Cabal  | Robert Farah           | 3     | 1   |
| Nikola Mektić         | Mate Pavić             | 10    | 2   |
| Marcel Granollers     | Horacio Zeballos       | 14    | 3   |
| Wesley Koolhof        | Łukasz Kubot           | 14    | 4   |
| Rajeev Ram            | Joe Salisbury          | 27    | 5   |
| Jamie Murray          | Bruno Soares           | 30    | 6   |
| Marcelo Melo          | Horia Tecău            | 31    | 7   |
| Pierre-Hugues Herbert | Nicolas Mahut          | 33    | 8   |
| Ivan Dodig            | Filip Polášek          | 33    | 9   |
| John Peers            | Michael Venus          | 41    | 10  |
| Henri Kontinen        | Édouard Roger-Vasselin | 45    | 11  |
| Jérémy Chardy         | Fabrice Martin         | 60    | 12  |
| Robin Haase           | Oliver Marach          | 64    | 13  |
| Sander Gillé          | Joran Vliegen          | 75    | 14  |
| Max Purcell           | Luke Saville           | 77    | 15  |
| Ken Skupski           | Neal Skupski           | 84    | 16  |

* Ranking al 1º febbraio 2021.

### Doppio femminile
| Team               | Team                  | Rank* | Tds |
| ------------------ | --------------------- | ----- | --- |
| Hsieh Su-wei       | Barbora Strýcová      | 3     | 1   |
| Elise Mertens      | Aryna Sabalenka       | 11    | 2   |
| Barbora Krejčíková | Kateřina Siniaková    | 15    | 3   |
| Nicole Melichar    | Demi Schuurs          | 23    | 4   |
| Chan Hao-ching     | Latisha Chan          | 30    | 5   |
| Gabriela Dabrowski | Bethanie Mattek-Sands | 32    | 6   |
| Shūko Aoyama       | Ena Shibahara         | 38    | 7   |
| Duan Yingying      | Zheng Saisai          | 47    | 8   |
| Alexa Guarachi     | Desirae Krawczyk      | 51    | 9   |
| Samantha Stosur    | Zhang Shuai           | 60    | 10  |
| Xu Yifan           | Yang Zhaoxuan         | 64    | 11  |
| Hayley Carter      | Luisa Stefani         | 64    | 12  |
| Ljudmyla Kičenok   | Jeļena Ostapenko      | 67    | 13  |
| Kirsten Flipkens   | Andreja Klepač        | 72    | 14  |
| Anna Blinkova      | Veronika Kudermetova  | 75    | 15  |
| Laura Siegemund    | Vera Zvonarëva        | 75    | 16  |

* Ranking al 1º febbraio 2021.

### Doppio misto
| Team               | Team                 | Rank* | Tds |
| ------------------ | -------------------- | ----- | --- |
| Barbora Strýcová   | Nikola Mektić        | 8     | 1   |
| Nicole Melichar    | Robert Farah         | 12    | 2   |
| Gabriela Dabrowski | Mate Pavić           | 13    | 3   |
| Chan Hao-ching     | Juan Sebastián Cabal | 18    | 4   |
| Demi Schuurs       | Wesley Koolhof       | 19    | 5   |
| Barbora Krejčíková | Rajeev Ram           | 22    | 6   |
| Latisha Chan       | Ivan Dodig           | 32    | 7   |
| Luisa Stefani      | Bruno Soares         | 36    | 8   |

* Ranking all'8 febbraio 2021.

## Wildcard
Ai seguenti giocatori è stata assegnata una wildcard per accedere al tabellone principale.

### Singolare maschile
- Alex Bolt
- Thanasi Kokkinakis
- Sumit Nagal
- Christopher O'Connell
- Marc Polmans
- Alexei Popyrin
- Li Tu
- Aleksandar Vukic

### Singolare femminile
- Destanee Aiava
- Kimberly Birrell
- Lizette Cabrera
- Dar'ja Gavrilova
- Maddison Inglis
- Arina Rodionova
- Astra Sharma
- Samantha Stosur

### Doppio maschile
- Alex Bolt /  Jordan Thompson
- James Duckworth /  Marc Polmans
- Matthew Ebden /  John-Patrick Smith
- Andrew Harris /  Alexei Popyrin
- Thanasi Kokkinakis /  Nick Kyrgios
- Nam Ji-sung /  Song Min-kyu
- Stefanos Tsitsipas /  Petros Tsitsipas

### Doppio femminile
- Destanee Aiava /  Astra Sharma
- Kimberly Birrell /  Jaimee Fourlis
- Lizette Cabrera /  Maddison Inglis
- Olivia Gadecki /  Belinda Woolcock
- Dar'ja Gavrilova /  Ellen Perez
- Simona Halep /  Charlotte Kempenaers-Pocz
- Abbie Myers /  Ivana Popovic

### Doppio misto
- Asia Muhammad /  Luke Saville
- Ellen Perez /  Andrew Harris
- Ivana Popovic /  Aleksandar Vukic
- Arina Rodionova /  Max Purcell
- Storm Sanders /  Marc Polmans
- Astra Sharma /  John-Patrick Smith
- Samantha Stosur /  Matthew Ebden
- Belinda Woolcock /  John Peers

## Qualificazioni
Le qualificazioni per i tabelloni principali si sono disputate dal 13 al 16 gennaio 2021. Quelle maschili si sono svolte a Doha, mentre quelle femminili a Dubai.

### Singolare maschile
- Carlos Alcaraz
- Kimmer Coppejans
- Maxime Cressy
- Frederico Ferreira Silva
- Quentin Halys
- Aslan Karacev
- Henri Laaksonen
- Tomáš Macháč
- Michael Mmoh
- Roman Safiullin
- Serhij Stachovs'kyj
- Bernard Tomić
- Viktor Troicki
- Botic van de Zandschulp
- Mario Vilella Martínez
- Elias Ymer

#### Lucky loser
- Tarō Daniel
- Hugo Dellien
- Damir Džumhur
- Robin Haase
- Alexandre Müller
- Cedrik-Marcel Stebe
- Mikael Torpegaard

### Singolare femminile
- Tímea Babos
- Clara Burel
- Elisabetta Cocciaretto
- Olga Danilović
- Sara Errani
- Mayo Hibi
- Francesca Jones
- Kaja Juvan
- Rebecca Marino
- Greet Minnen
- Whitney Osuigwe
- Chloé Paquet
- Cvetana Pironkova
- Ljudmila Samsonova
- Valerija Savinych
- Mayar Sherif

#### Lucky Loser
- Ysaline Bonaventure
- Mihaela Buzărnescu
- Margarita Gasparjan
- Anna Karolína Schmiedlová

## Alternate

### Doppio maschile
- Salvatore Caruso /  Emil Ruusuvuori
- Lloyd Harris /  Julian Knowle
- Gianluca Mager /  Yoshihito Nishioka
- Andrej Martin /  Tristan-Samuel Weissborn

### Doppio misto
- Hayley Carter /  Sander Gillé

## Ranking protetto

### Singolare maschile
- Lu Yen-hsun
- Mackenzie McDonald

### Singolare femminile
- Mona Barthel
- Katie Boulter
- Jaroslava Švedova
- Vera Zvonarëva

### Doppio femminile
- Mona Barthel /  Zhu Lin
- Kateryna Bondarenko /  Nadežda Kičenok
- Aleksandra Krunić /  Martina Trevisan
- Vera Lapko /  Markéta Vondroušová
- Elena Rybakina /  Jaroslava Švedova

## Ritiri

### Prima del torneo
I seguenti giocatori e giocatrici sarebbero entrati in tabellone, ma si sono ritirati prima del sorteggio:

#### Singolare maschile
- Alejandro Davidovich Fokina → sostituito da  Damir Džumhur
- Federico Delbonis → sostituito da  Alexandre Müller
- Kyle Edmund → sostituito da  Il'ja Ivaška
- Roger Federer → sostituito da  Pedro Sousa
- Cristian Garín → sostituito da  Tarō Daniel
- Richard Gasquet → sostituito da  Robin Haase
- John Isner → sostituito da  Hugo Dellien
- Steve Johnson → sostituito da  Mikael Torpegaard
- Philipp Kohlschreiber → sostituito da  Yasutaka Uchiyama
- Lucas Pouille → sostituito da  Kamil Majchrzak
- João Sousa → sostituito da  Cedrik-Marcel Stebe
- Jo-Wilfried Tsonga → sostituito da  Andreas Seppi
- Fernando Verdasco → sostituito da  James Duckworth

#### Singolare femminile
- Amanda Anisimova → sostituita da  Ysaline Bonaventure
- Kiki Bertens → sostituita da  Aliona Bolsova
- Dajana Jastrems'ka → sostituita da  Mihaela Buzărnescu
- Madison Keys → sostituita da  Anna Karolína Schmiedlová
- Magda Linette → sostituita da  Margarita Gasparjan
- Carla Suárez Navarro → sostituita da  Mona Barthel
- Taylor Townsend → sostituita da  Andrea Petković

#### Doppio maschile
- Attila Balázs /  Márton Fucsovics
- Rohan Bopanna /  João Sousa
- Alex Bolt /  Jordan Thompson
- Salvatore Caruso /  Alejandro Davidovich Fokina
- Steve Johnson /  Sam Querrey
- Raven Klaasen /  Ben McLachlan
- Kevin Krawietz /  Andreas Mies

#### Doppio femminile
- Amanda Anisimova /  Markéta Vondroušová
- Tímea Babos /  Kristina Mladenovic
- Mona Barthel /  Anna-Lena Friedsam
- Alizé Cornet /  Heather Watson
- Han Xinyun /  Zhu Lin
- Vera Lapko /  Dajana Jastrems'ka
- Magda Linette /  Bernarda Pera
- Květa Peschke /  Rosalie van der Hoek

#### Doppio misto
- Nadia Podoroska /  Horacio Zeballos

### Durante il torneo
I seguenti giocatori e giocatrici si sono ritirati durante il torneo:

#### Singolare maschile
- Matteo Berrettini
- Pablo Carreño Busta
- Casper Ruud
- Yūichi Sugita
- Jordan Thompson
- Mario Vilella Martínez

#### Singolare femminile
- Johanna Konta

#### Doppio maschile
- Filip Krajinović /  Dušan Lajović

#### Doppio femminile
- Ashleigh Barty /  Jennifer Brady
- Fiona Ferro /  Jil Teichmann

#### Doppio misto
- Nicole Melichar /  Robert Farah

## Tennisti partecipanti ai singolari

### Singolare maschile
- Singolare maschile

| Campione                | Campione                 | Finalista                    | Finalista                  |
| ----------------------- | ------------------------ | ---------------------------- | -------------------------- |
| Novak Đoković (1)       | Novak Đoković (1)        | Daniil Medvedev (4)          | Daniil Medvedev (4)        |
| Semifinalisti           |                          |                              |                            |
| Novak Đoković (1)       | Aslan Karacev (Q)        | Daniil Medvedev (4)          | Stefanos Tsitsipas (5)     |
| Eliminati ai quarti     |                          |                              |                            |
| Alexander Zverev (6)    | Grigor Dimitrov (18)     | Andrej Rublëv (7)            | Rafael Nadal (2)           |
| Eliminati agli ottavi   |                          |                              |                            |
| Milos Raonic (14)       | Dušan Lajović (23)       | Dominic Thiem (3)            | Félix Auger-Aliassime (20) |
| Casper Ruud (24)        | Mackenzie McDonald (PR)  | Matteo Berrettini (9)        | Fabio Fognini (16)         |
| Eliminati al 3º turno   |                          |                              |                            |
| Taylor Fritz (27)       | Márton Fucsovics         | Pedro Martínez               | Adrian Mannarino (32)      |
| Nick Kyrgios            | Pablo Carreño Busta (15) | Denis Shapovalov (11)        | Diego Schwartzman (8)      |
| Feliciano López         | Radu Albot               | Lloyd Harris                 | Filip Krajinović (28)      |
| Mikael Ymer             | Karen Chačanov (19)      | Alex de Minaur (21)          | Cameron Norrie             |
| Eliminati al 2º turno   |                          |                              |                            |
| Frances Tiafoe          | Reilly Opelka            | Stan Wawrinka (17)           | Corentin Moutet            |
| Emil Ruusuvuori         | Aleksandr Bublik         | Miomir Kecmanović            | Maxime Cressy (Q)          |
| Dominik Koepfer         | Ugo Humbert (29)         | Alex Bolt (WC)               | Jiří Veselý                |
| Bernard Tomić (Q)       | James Duckworth          | Jahor Herasimaŭ              | Alexandre Müller (LL)      |
| Thiago Monteiro         | Lorenzo Sonego (31)      | Tommy Paul                   | Christopher O'Connell (WC) |
| Alexei Popyrin (WC)     | Borna Ćorić (22)         | Pablo Andújar                | Roberto Carballés Baena    |
| Thanasi Kokkinakis (WC) | Carlos Alcaraz (Q)       | Ričardas Berankis            | Tomáš Macháč (Q)           |
| Salvatore Caruso        | Pablo Cuevas             | Roman Safiullin (Q)          | Michael Mmoh (Q)           |
| Eliminati al 1º turno   |                          |                              |                            |
| Jérémy Chardy           | Stefano Travaglia        | Lu Yen-hsun (PR)             | Albert Ramos Viñolas       |
| Pedro Sousa             | Marc Polmans (WC)        | John Millman                 | Federico Coria             |
| Gaël Monfils (10)       | Yoshihito Nishioka       | Aljaž Bedene                 | Serhij Stachovs'kyj (Q)    |
| Dennis Novak            | Kamil Majchrzak          | Tarō Daniel (LL)             | Marcos Giron               |
| Michail Kukuškin        | Hugo Dellien (LL)        | Frederico Ferreira Silva (Q) | Yasutaka Uchiyama          |
| Marin Čilić             | Norbert Gombos           | Kimmer Coppejans (Q)         | Kei Nishikori              |
| Jannik Sinner           | Yūichi Sugita            | Damir Džumhur (LL)           | Cedrik-Marcel Stebe (LL)   |
| Benoît Paire (25)       | Gianluca Mager           | Juan Ignacio Londero         | Elias Ymer (Q)             |
| Yannick Hanfmann        | Andrej Martin            | Li Tu (WC)                   | Sam Querrey                |
| Jordan Thompson         | Nikoloz Basilašvili      | Jan-Lennard Struff           | Roberto Bautista Agut (12) |
| David Goffin (13)       | Mikael Torpegaard (LL)   | Marco Cecchinato             | Guido Pella                |
| Robin Haase (LL)        | Quentin Halys (Q)        | Attila Balázs                | Vasek Pospisil             |
| Gilles Simon            | Kwon Soon-woo            | Botic van de Zandschulp (Q)  | Hubert Hurkacz (26)        |
| Aleksandar Vukic (WC)   | Sumit Nagal (WC)         | Mario Vilella Martínez (Q)   | Kevin Anderson             |
| Pierre-Hugues Herbert   | Henri Laaksonen (Q)      | Andreas Seppi                | Tennys Sandgren            |
| Daniel Evans (30)       | Il'ja Ivaška             | Viktor Troicki (Q)           | Laslo Đere                 |

### Singolare femminile
- Singolare femminile

| Campionessa                 | Campionessa                | Finalista                      | Finalista                 |
| --------------------------- | -------------------------- | ------------------------------ | ------------------------- |
| Naomi Ōsaka (3)             | Naomi Ōsaka (3)            | Jennifer Brady (22)            | Jennifer Brady (22)       |
| Semifinaliste               |                            |                                |                           |
| Naomi Ōsaka (3)             | Serena Williams (10)       | Karolína Muchová (25)          | Jennifer Brady (22)       |
| Eliminate ai quarti         |                            |                                |                           |
| Ashleigh Barty (1)          | Jessica Pegula             | Hsieh Su-wei                   | Simona Halep (2)          |
| Eliminate agli ottavi       |                            |                                |                           |
| Shelby Rogers               | Elise Mertens (18)         | Donna Vekić (28)               | Elina Svitolina (5)       |
| Markéta Vondroušová (19)    | Garbiñe Muguruza (14)      | Aryna Sabalenka (7)            | Iga Świątek (15)          |
| Eliminate al 3º turno       |                            |                                |                           |
| Ekaterina Aleksandrova (29) | Anett Kontaveit (21)       | Belinda Bencic (11)            | Karolína Plíšková (6)     |
| Kaia Kanepi                 | Kaja Juvan                 | Kristina Mladenovic            | Julija Putinceva (26)     |
| Sara Errani (Q)             | Sorana Cîrstea             | Zarina Dijas                   | Ons Jabeur (27)           |
| Ann Li                      | Anastasija Potapova        | Fiona Ferro                    | Veronika Kudermetova (32) |
| Eliminate al 2º turno       |                            |                                |                           |
| Dar'ja Gavrilova (WC)       | Barbora Krejčíková         | Heather Watson                 | Olga Danilović (Q)        |
| Svetlana Kuznecova          | Zhu Lin                    | Mona Barthel (PR)              | Danielle Collins          |
| Sofia Kenin (4)             | Nadia Podoroska            | Madison Brengle                | Mayar Sherif (Q)          |
| Samantha Stosur (WC)        | Nao Hibino                 | Alison Van Uytvanck            | Cori Gauff                |
| Bianca Andreescu (8)        | Venus Williams             | Rebecca Marino (Q)             | Petra Kvitová (9)         |
| Ljudmila Samsonova (Q)      | Bernarda Pera              | Anna Karolína Schmiedlová (LL) | Caroline Garcia           |
| Dar'ja Kasatkina            | Alizé Cornet               | Tímea Babos (Q)                | Nina Stojanović           |
| Camila Giorgi               | Elena Rybakina (17)        | Varvara Gračëva                | Ajla Tomljanović          |
| Eliminate al 1º turno       |                            |                                |                           |
| Danka Kovinić               | Sara Sorribes Tormo        | Zheng Saisai                   | Martina Trevisan          |
| Aljaksandra Sasnovič        | Kristýna Plíšková          | Francesca Jones (Q)            | Petra Martić (16)         |
| Lauren Davis                | Barbora Strýcová           | Whitney Osuigwe (Q)            | Leylah Annie Fernandez    |
| Jeļena Ostapenko            | Elisabetta Cocciaretto (Q) | Ana Bogdan                     | Jasmine Paolini           |
| Maddison Inglis (WC)        | Anastasija Sevastova       | Christina McHale               | Wang Yafan                |
| Aliona Bolsova              | Arina Rodionova (WC)       | Chloé Paquet (Q)               | Johanna Konta (13)        |
| Viktoryja Azaranka (12)     | Destanee Aiava (WC)        | Astra Sharma (WC)              | Maria Sakkarī (20)        |
| Sloane Stephens             | Clara Burel (Q)            | Jil Teichmann                  | Marie Bouzková            |
| Mihaela Buzărnescu (LL)     | Cvetana Pironkova (Q)      | Kirsten Flipkens               | Wang Qiang (30)           |
| Rebecca Peterson            | Kimberly Birrell (WC)      | Patricia Maria Țig             | Greet Minnen (Q)          |
| Margarita Gasparjan (LL)    | Paula Badosa Gibert        | Tamara Zidanšek                | Angelique Kerber (23)     |
| Andrea Petković             | Mayo Hibi (Q)              | Polona Hercog                  | Anastasija Pavljučenkova  |
| Viktória Kužmová            | Katie Boulter (PR)         | Valerija Savinych (Q)          | Zhang Shuai (31)          |
| Alison Riske (24)           | Ysaline Bonaventure (LL)   | Irina-Camelia Begu             | Laura Siegemund           |
| Arantxa Rus                 | Jaroslava Švedova (PR)     | Kateřina Siniaková             | Vera Zvonarëva (PR)       |
| Marta Kostjuk               | Anna Blinkova              | Misaki Doi                     | Lizette Cabrera (WC)      |

## Campioni

### Senior

#### Singolare maschile
Novak Đoković ha sconfitto in finale  Daniil Medvedev con il punteggio di 7–5, 6–2, 6–2.
- È l'ottantaduesimo titolo in carriera per Đoković, il primo della stagione nonché il nono a Melbourne.

#### Singolare femminile
Naomi Ōsaka ha sconfitto in finale  Jennifer Brady con il punteggio di 6–4, 6–3.
- È il settimo titolo in carriera per Ōsaka, il primo della stagione nonché il secondo a Melbourne.

#### Doppio maschile
Ivan Dodig /  Filip Polášek hanno sconfitto in finale  Rajeev Ram /  Joe Salisbury con il punteggio di 6–3, 6–4.

#### Doppio femminile
Elise Mertens /  Aryna Sabalenka hanno sconfitto in finale  Barbora Krejčíková /  Kateřina Siniaková con il punteggio di 6–2, 6–3.

#### Doppio misto
Barbora Krejčíková /  Rajeev Ram hanno sconfitto in finale  Samantha Stosur /  Matthew Ebden con il punteggio di 6–1, 6–4.

### Tennisti in carrozzina

#### Singolare maschile carrozzina
Joachim Gérard ha sconfitto in finale  Alfie Hewett con il punteggio di 6–0, 4–6, 6–4.

#### Singolare femminile carrozzina
Diede de Groot ha sconfitto in finale  Yui Kamiji con il punteggio di 6–3, 6(4)–7, 7–6(4).

#### Quad singolare
Dylan Alcott ha sconfitto in finale  Sam Schroder con il punteggio di 6–1, 6–0.

#### Doppio maschile carrozzina
Alfie Hewett /  Gordon Reid hanno sconfitto in finale  Stéphane Houdet /  Nicolas Peifer con il punteggio di 7–5, 7–6(3).

#### Doppio femminile carrozzina
Diede de Groot /  Aniek van Koot hanno sconfitto in finale  Kgothatso Montjane /  Lucy Shuker con il punteggio di 6–1, 6–4.

#### Quad doppio
Dylan Alcott /  Heath Davidson hanno sconfitto in finale  Andrew Lapthorne /  David Wagner con il punteggio di 6–2, 3–6, [10–7].

## Punti
| Torneo    | Torneo    | V     | F     | SF  | QF  | 4T  | 3T  | 2T | 1T | Q  | Q3 | Q2 | Q1 |
| Singolare | Maschile  | 2.000 | 1.200 | 720 | 360 | 180 | 90  | 45 | 10 | 25 | 16 | 8  | 0  |
| Singolare | Femminile | 2.000 | 1.300 | 780 | 430 | 240 | 130 | 70 | 10 | 40 | 30 | 20 | 2  |
| Doppio    | Maschile  | 2.000 | 1.200 | 720 | 360 | 180 | 90  | 0  | –  | –  | –  | –  | –  |
| Doppio    | Femminile | 2.000 | 1.300 | 780 | 430 | 240 | 130 | 10 | –  | –  | –  | –  | –  |

## Montepremi
Il montepremi del 2021 ha ricevuto un aumento del 12,7% rispetto all'edizione scorsa raggiungendo la cifra record di 80 000 000 A$.
| Evento        | V            | F            | SF         | QF         | 4T         | 3T         | 2T         | 1T         | Q3        | Q2        | Q1        |
| Singolare     | 2 750 000 A$ | 1 500 000 A$ | 850 000 A$ | 525 000 A$ | 320 000 A$ | 215 000 A$ | 150 000 A$ | 100 000 A$ | 52 500 A$ | 35 000 A$ | 25 000 A$ |
| Doppio*       | 600 000 A$   | 340 000 A$   | 200 000 A$ | 110 000 A$ | 65 000 A$  | N.D.       | 45 000 A$  | 30 000 A$  | N.D.      | N.D.      | N.D.      |
| Doppio misto* | 150 000 A$   | 85 000 A$    | 45 000 A$  | 24 000 A$  | N.D.       | N.D.       | 12 000 A$  | 6 250 A$   | N.D.      | N.D.      | N.D.      |

*Per squadra